# 道上洋三
道上 洋三（どうじょう ようぞう、1943年〈昭和18年〉3月10日（公称） - ）は、朝日放送テレビ（ABCテレビ）元・アナウンサー。

## 来歴・人物
山口県熊毛郡平生町出身。2014年7月にワニブックスから刊行された自著『ふたつめの誕生日 〜おはようパーソナリティ道上洋三の「なんで?」〜』にて、実際には1942年9月に出生していたこと を明かしている。血液型については、幼少期から「A型」と思い込んでいたが、朝日放送への入社後（39歳の時）に受診した人間ドックで「B型」と判明している。
出生の時点で実父が太平洋戦争に出征していた ことなどから、5歳までは広島県甲奴郡上下町（現在の府中市）の母方の祖父母宅で育った。ちなみに実母は、祖父の勧めで1947年に再婚すると、再婚相手との間で道上の弟に当たる一卵性双生児を出産。道上も一時再婚相手と同居していたが、道上や弟に対する冷遇振りに業を煮やした祖父が、道上・実母・双子の弟を実家（母方の祖父母宅）に連れ戻したという。結局実母は、道上が6歳の時に双子の弟を養子に出したうえで、道上が18歳になるまで平生町で道上と生活を共にした（詳細後述）。
平生町立佐賀中学校（現在の平生中学校）への在学中に軟式テニス部で活動した後に、山口県立熊毛南高等学校へ進学。進学後には一時、校内の硬式野球部へ所属した。もっとも、後述する家庭の事情で夜遅くにまで及ぶ練習へ参加しにくい状況にあったことに加えて、試合に1度だけ出場したところ「（チームとしては相手より）弱すぎる」と感じたことからすぐに退部した。陸上競技部への転籍当初は短距離走に取り組んでいたが、複数台のハードルを購入できるだけの予算が部に付いたことを機に、顧問教諭の勧めでハードル走の選手に転向。転向後に県大会で2位を記録するなど、「山口に道上あり」と言われるほどの好成績を収めた末に、日本大学法学部への推薦入学を果たした。
日本大学では、110メートルハードル走の選手として1964年の東京オリンピックを目指していた。しかし、1年生の夏季休暇中の練習で、腰を痛めたことを機に陸上競技部を退部。「選手としてはオリンピックに参加できなかったけど、報道する人間として参加できないものか」との思いから、2年生の時に「オール日大放送研究会」へ入る とともに、スポーツアナウンサーを志すようになった。3年生の時に「オール日大放送研究会」の部長に就任すると、後に日本教育テレビ →　テレビ朝日のアナウンサーになる北村元からの依頼で、吹奏楽研究会のコンサートの司会も務めた。

### 朝日放送入社後
1965年に、アナウンサーとして朝日放送（ABC、旧法人）に入社した。同期入社のアナウンサーに、因田宏紀や辻豊人などがいる。
入社してすぐに、今井音也（後の桂音也）が作った落語研究会へ強引に入会させられた。新人アナウンサーとして共通語の講義を受ける一方で、落語研究会の一員として桂枝雀に上方落語の稽古もつけてもらっていた。その影響で話し方が混乱したため、共通語の講師にも枝雀にも「訛がとれていない」と指摘された。ちなみに、落語研究会の発表会では「煮売り屋」を演じた。
入社2年目の1966年には、自身の希望でビートルズの初来日公演（日本武道館）の模様を取材した。道上は、「日本のディスクジョッキーで、東京公演を実際に武道館で鑑賞したのは自分だけ」と語っている。

#### ラジオ番組での活動
1966年4月1日から1974年3月まで、ABCラジオの深夜番組『ABCヤングリクエスト（ヤンリク）』で初代のパーソナリティを務めた。1974年4月から1年間は、当時のABCテレビのキー局であったTBSへ出向。ネットチェンジによってABCのキー局がTBSからNETテレビ（現在のテレビ朝日）に変更された1975年4月からABCに復帰すると、『あすは日曜 道上です!』のパーソナリティへ起用されたことを皮切りに、『歌謡曲ぶっつけ本番』などへ出演した。
1977年3月28日からは、『おはようパーソナリティ中村鋭一です』の後継番組『おはようパーソナリティ道上洋三です（おはパソ）』で、45年間にわたってパーソナリティを務めている（詳細後述）。
また、2009年10月から2011年10月1日までは、土曜深夜（日曜未明）の『Club JONR』で久しぶりに深夜放送へ出演。『ヤンリク』のパーソナリティを経験した（元）アナウンサーの1人として、ナビゲーターやをパーソナリティを担当していた。2011年11月8日放送の特別番組『パーソナリティ秋の交流戦セカンドステージ　角からすみまで道上洋三です』では、ABCラジオの番組初出演の角淳一（毎日放送出身のフリーアナウンサー）と共演している。
2014年10月からは、『おはパソ』に加えて、『道上洋三の健康道場』（『おはパソ』の同名コーナーから派生したABC制作の事前収録番組）のパーソナリティも務めていた。

##### スポーツアナウンサー時代
『ヤンリク』でパーソナリティを務めていた時期には、スポーツアナウンサーとして、ABCラジオのプロ野球・全国高等学校野球選手権中継で実況したこともある。プロ野球中継では、大阪スタヂアム（南海ホークス）や藤井寺球場（近鉄バファローズ）などで開催のパシフィック・リーグ公式戦での裏送り向け実況 を主に担当した。しかし、道上曰く「トイレが近い（便意を催しやすい）体質」とのことで、少年時代からの大ファンである阪神タイガースの試合を自社向けに実況する機会のないままスポーツの担当から離脱した。

#### テレビ番組での活動
『ヤンリク』での人気を受けて、『ヤング720』（当時ABCが属していたTBS系列・平日早朝の全国ネット生放送番組）土曜日の司会に抜擢。『ヤング720』の土曜分はABC本社スタジオから放送されていたため、1971年3月の番組終了に際しては、TBSへの出向を前提に『モーニングジャンボ』（後継番組）への出演を打診されたが固辞している。もっとも、実際には1974年4月から1年間、『ヤング720』と同じパターンで『モーニングジャンボ奥さま8時半です』木曜日のコーナーをレギュラーで担当していた。道上によれば、TBSの番組では、ミクロネシアとポーランドでの長期取材も経験。東京のプロダクションから、フリーアナウンサーへの転身を打診されたこともあったという。
『おはパソ』を始めてからは、『歴史街道』などでナレーションを担当。1980年代に放送された『それゆけ!タイガース』や、阪神のセントラル・リーグ優勝記念特別番組などにも登場した。
『おはパソ』が月～金曜日の生放送であることなどから、2018年度までは、スタジオレギュラーとして番組に出演する機会は少なかった。2019年度（2019年4月5日 - 2020年3月27日）には、毎週金曜日の16時台に、『キャスト』で「道上さんの中継」を担当。津田理帆（当時『道上洋三の健康道場』で共演していた後輩アナウンサー）とのコンビで、テレビ番組としては旧朝日放送時代を含めて48年振りに、生中継のリポーターをレギュラーで務めていた。

#### 朝日放送取締役への就任後そして、定年退職へ
2003年にABC（旧法人）の取締役へ就任してからも、アナウンサーとしての活動も続けていた。同局の取締役がアナウンサーを兼任した事例は、この時の道上が初めてである。しかし、「アナウンサー業務と取締役との兼業が成り立たなくなった」ことを理由に、2007年6月27日付で取締役を退任。常勤顧問へ就任するとともに、エグゼクティブアナウンサーの待遇を受けるようになった。
朝日放送主催のイベントをはじめ、関西各地で開かれるシンポジウムやコンサートには、司会・パネリスト・ゲストとして頻繁に登場している。2011年には、自身初の著書として、朝日新聞出版から『おはようパーソナリティ　道上洋三のないしょ話』を刊行。2014年には、前述の著書『ふたつめの誕生日 ～おはようパーソナリティ道上洋三の「なんで?」～』が発売された。
2018年4月1日にABC（旧法人）が放送持株会社の朝日放送グループホールディングスへ移行したことに伴って、旧法人からテレビ放送などの事業を継承した朝日放送テレビへ自動的に転籍したが、朝日放送ラジオ（旧法人から同日付でラジオ放送の事業・免許を継承した法人）が制作する『おはパソ』などのラジオ番組にも「ABCアナウンサー」という名義で出演を続けてきた。
その一方で、2006年に脳腫瘍の摘出手術・2018年に髄膜腫の放射線治療を受けたほか、2021年9月には脳梗塞を発症。このような事情から、朝日放送ラジオでは、家族などとの関係者と協議を重ねた末に『おはようパーソナリティ道上洋三です』を2022年3月25日で終了させた（詳細後述）。2022年3月31日を持って、57年間を務めいた、ABC朝日放送のアナウンサー生活を定年退職した。テレビネットワークの腸捻転時代にABCに入社したアナウンサーの中では最後まで在籍していた。

## 「おはようパーソナリティ道上洋三です」
これまで『ヤンリク』や『ヤング720』で実績を積み重ねてきた道上が『おはパソ』を担当するようになったきっかけは、前任者の中村鋭一が第11回参議院議員通常選挙への出馬を表明したことによる。土曜版として放送された『おはようパーソナリティ藤川延子です』の後番組『あすは日曜 道上です!』を担当していた道上は当時30代半ば。道上自身が「朝に弱い」こと、また「中村さんの番組は完成され尽くしている。私ごときが後任とはおこがましい」として出演を固辞していた。しかし、後任を打診していた筑紫哲也などとの交渉が不調に終わったという局内事情 を背景に、「お前以外に考えられない」という強い要請、いわば社命として『おはパソ』を引き継ぐことになった。こうして1977年3月28日に始まったのだがこのような経緯もあって、担当開始から3年間は、常に「辞めたい」「しんどい」「もうええわ」という思いを抱きながら放送していたという。2017年に当時の心境を聞かれた道上は「（中村を）尊敬し、好きな番組ではあったが、いざ自分がやってみたら羨望と嫉妬ばかり」と答えている。またこの期間は何をやっても中村と比較され、今や代名詞の「六甲おろし」も「六甲おろしは鋭ちゃんのもんや!」といわれるほどで、多くのリスナーからそのような投書が多かったことを明かしている。しかし、レギュラーゲストである高石ともやの勧めで、1981年12月に130名のリスナーとホノルルマラソンへ出場。フルマラソン初挑戦ながら、6時間39分49秒で完走した。この完走を境に、「自分のカラーで番組を続けていけるのではないか」との勇気を持てるようになった道上は、現在でもホノルルマラソンを「『おはパソ』の原点」と称している。と同時に「体を使って何かやったら対抗できるのかな」と思いはじめたという。
『おはパソ』では、プロ野球シーズン中の生放送において、前日に阪神タイガースが勝利を収めると阪神タイガースの歌（いわゆる「六甲おろし」）をフルコーラスで歌うことで有名。また、番組の企画でホノルルマラソンの完走（後述）や水泳の長距離完泳を果たしたほか、和太鼓やマスターズ陸上の予選会（短距離走）などにも挑戦した。
道上が披露する「六甲おろし」には、メロディーの一部（「輝く 我が名ぞ 阪神タイガース」の太字部分）を誤って歌っていたことがあったが、その点についてキダ・タローは、「『どこが違うんですか？』と聞いて来た上で、何度も聴いて直してくれた。あなた（道上）が日本で一番正しい『六甲おろし』を歌っている」と語っている。
当番組を聴いたことがきっかけで、道上を目標に放送業界を志した人物（アナウンサーやラジオパーソナリティなど）が（関西地区を中心に）少なからずいる。そのほか、リスナーとの関係性も深めていく。その一例としてあるリスナーが「今週末北海道に旅行に行くのだが北海道の天気を教えてほしい」というファクシミリが届いた。それを受け取った他の番組から来た若いスタッフは「北海道の天気なんて、関西在住の他のリスナーに関係ない」とボツにしたのだが、道上は「君な、ウェザーセンターに問い合わせて、今週末の北海道の天気と服装を聞くぐらい五分もかかれへんやろ。その情報をこの人本人に電話かファックスで伝えてあげる、全部あわせて五分でできるやろう」と指示をし、情報を本人に直接伝えさせた。その翌週、そのリスナーはお礼状とお土産を番組宛に送付。そのことに驚くスタッフに「何びっくりしてんの、うちの番組はそういうことで成り立ってるんや」「教えてほしいと言われたことを教えて差し上げたらお礼が届く、そしたらおいしかったですってお礼状を出す。人のつきあいってそんなもんでしょう」と返したという。
1984年には、当時のアシスタント・唐川満知子とのデュエットによるオリジナルの楽曲「さそわれて大阪」を3月10日にリリース。4万枚の売上を記録するほどのヒットによって、同年の全日本有線放送大賞新人賞を受賞した。当時は『11PM』（読売テレビ制作日）の中で大賞の発表と表彰式を実施していたため、道上は唐川と共に同番組への出演を果たしている。
2006年、右目奥に脳腫瘍が見付かったことを公表。視覚・嗅覚の神経を塞いで生活に支障を来すほどになっていたため、番組を休んで腫瘍の摘出手術を受けることを決めた。同年8月3日に手術がおこなわれ、同25日に退院。術後の回復も順調であったため、9月25日の放送から番組に復帰した。
2015年には、『おはパソ』へ折に触れて出演しているジャーナリストの今井一が、3ヶ月半にわたって道上への密着取材や周辺取材を敢行。その成果が、『AERA』2016年2月15日号の「現代の肖像」に掲載された。ページの表紙には、2015年11月15日に万博記念公園で開かれた「開局65周年記念　ABCラジオまつり2015」で、吉田詩織（当時の『おはパソ』アシスタント）と共に山口県の特産物販売ブースに立った際の写真が用いられている。
なお、『おはパソ』が放送40周年を迎えた2017年に、中村は肺炎のため87歳で逝去。道上は、中村の逝去から2日後（11月8日）の放送で訃報を伝えた際に、「（担当開始から）40年かかっても、『大先輩（の中村）に追い付き、追い越せた』と思えた日は1日もありません」とのコメントを添えた。
その一方で、2006年に受けた髄膜腫の手術で4～5%程度の髄膜腫が残っていることが、2018年の経過診察で判明。主治医と相談した結果、例年全国高等学校野球選手権本大会の期間中（8月上旬 - 中旬）に取得している2週間の夏季休暇を延長したうえで、髄膜腫の放射線治療を受けることを2018年6月18日（月曜日）の放送中に発表した。このため、同年7月9日（月曜日）から8月31日（金曜日）まで『おはパソ』を再び休演。休演期間中は、番組のタイトルを変えずに、堀江政生がパーソナリティ代理を務めた。

### 阪神・淡路大震災からの決意
道上は1995年3月を目途に、ラジオパーソナリティからの引退を検討していた（のちに1997年へと変わっている。後述。）。その矢先である1995年1月17日、阪神・淡路大震災が発生。発生から44分後開始である『おはパソ』も被災地からの情報を伝えた。それだけでなく、「皆さん大変でつらくて嫌になった。でも、番組をする以上、とにかく現場に行こう。何と言われようが現場に行って、そこのにおいを嗅いで、そこの人の声を聞く。それをしないと意味がない。」と決めた道上は幾度となく現場へ足を運ぶ。しかし、社内には「偽善だ」と反対した人間もいたが、道上はその人物に「辞めぇ、お前は! 制作であろうが、報道であろうが、どの部署であろうが、この状況を前に現場にも行かんと番組を作るというのは、放送局に勤めてる者として意味が分からん」と声を荒らげたこともあるという。しかし、被災地の取材・被災者とのやり取りを重ねるにつれて、ラジオパーソナリティとしての無力さを痛感したという。
道上の転機になったのは、朝日放送のテレビ取材クルーが淡路島内にあった北淡町（現在の兵庫県淡路市）の町民会館を取材した際のリスナーのエピソードを、取材担当の岡元昇（当時は同局アナウンサーで道上の部下）から伝えられたことにある。岡元などによる取材では、震災で自宅が全壊したものの、瓦礫の中でたまたま梁が重なって助かった80歳前後の老婆が、ラジオから流れ続ける音声をきっかけに間一髪で救出されたことが判明。島内に身寄りのいない彼女は、取材クルーが朝日放送の関係者であることに気付き、「私の命の恩人は道上さんやさかいよろしゅう言うといてな」「こんなときはあれやね、遠くの親戚より近くのラジオやね」という言葉を残した。このエピソードを岡元から聞いた道上は、喜びのあまり、その言葉を半紙に書いてスタジオに貼り、自身の持つ価値感すら変えた。後年の回想によれば、もともと番組開始から20年の1997年に番組を降りようと考えていたが、このような体験から、「声が出なくなるまで」ラジオパーソナリティを続けることを決意したという。さらに、避難所から家に帰ってラジオをつけて道上の声を聞いたときに、「ああ、いつもの生活が帰ってきた」 「この人、生きてはったんや、ほれやったら私も大丈夫や」って思ったなど、たまたま聴いた人が、普通の生活、いつもの朝、これまでと同じ生活が戻ってきたと口々に言ってくれたのだという。
ちなみに、髄膜腫の放射線治療による約2ヶ月間の休演を発表した2018年6月18日には、放送中の7:58に大阪府北部地震が発生。大阪府北部の一部地域で震度6弱（発生時点の地震観測体制下での府内最大震度）、朝日放送グループ本社のある大阪市福島区で震度5弱を観測したことから、発生の直後からリスナーのメッセージを交えながら地震発生関連の情報を本番の終了（8:59）まで伝え続けた。
後年も、1月17日にはこの経験を生かして番組内で「いつもの朝と違うようだけど、いつもの朝なんです。」「災害時のラジオの有用性を見いだされてはいるけれど、災害の時〝も〟ラジオ。いつものラジオがあるから皆に支えていただいているんだ。」とコメントしている。

### 放送45周年の節目にパーソナリティを卒業
2021年9月11日（土曜日）の午前中に自宅で脳梗塞を発症したため、救急車による病院への搬送を経て、投薬治療を目的にそのまま入院した。脳梗塞と診断された時点では生命に別状がないものの、退院までの期間が見通せないため、『おはパソ』を9月13日（月曜日）放送分から休演。休演期間中には堀江をはじめ、後輩のアナウンサーをパーソナリティ代理へ順次立てている（当該項で詳述）。
道上は後に、リハビリ専門の施設が備わった病院へ転院。脳梗塞を発症する前のように右足を動かすことや発話することが難しい状況にありながらも、体調の回復に向けてリハビリを続けている。番組スタッフがこのような状況で道上の家族などと協議を重ねたところ、「道上の体調が今後回復しても、（2021年度の時点で1日当たり）2時間半にわたる『おはパソ』の生放送へ高齢（脳梗塞を発症した時点で78歳）の身で週に5日臨むことをお願いするのは厳しい」との結論に至ったことから、道上を脳梗塞の治療に専念させるべく『おはパソ』のパーソナリティを2022年の3月末で卒業させることを決断。2021年12月20日（月曜日）の『おはパソ』で、その旨がパーソナリティ代理の伊藤史隆（代演の時点では朝日放送テレビのアナウンサー）から発表された。
『おはようパーソナリティ道上洋三です』としての放送は2022年3月25日（金曜日）で終了したが、同日までは他のアナウンサー（伊藤・小縣裕介・古川昌希など）による代演体制を事実上継続。翌週（3月28日）からは、『おはようパーソナリティ』というタイトルを残しつつ、月 - 木曜分を『おはようパーソナリティ小縣裕介です』、金曜分を『おはようパーソナリティ古川昌希です』として放送している。その一方で、朝日放送ラジオでは、道上の体調が回復した場合に道上を早朝以外の時間帯の番組へ迎える方針を立てている。
なお、『おはようパーソナリティ道上洋三です』では2021年に、放送の開始から45周年を記念した企画の一環として『虹へ』というテーマソングを制作することを企画。道上は、10月12日（火曜日）の本番後にいがらしあみ（2020年10月からアシスタントとして出演していたフリーアナウンサー）と揃って歌のレコーディングへ臨むべく、9月4日（月曜日）の時点で歌詞を仕上げていた。ちなみに、歌詞には阪神・淡路大震災の発災を境に実感したことなどが盛り込まれていて、番組と縁の深いピアニストの沼光絵理佳が曲を付けている。
『虹へ』の制作企画については、道上が脳梗塞を発症したことを境に中断を余儀なくされていたが、『おはようパーソナリティ道上洋三です』としての放送の終了が決まったことを受けて再開。道上の休演期間中にパーソナリティ代理を務めたアナウンサー全員・毎週金曜日に番組内のニュースを担当していた後輩アナウンサーの桂紗綾・番組と縁の深いプロの歌手（高石・加藤登紀子・平原綾香）が道上に代わって歌を吹き込むことや、リスナーから歌唱音源を募集することによって番組の最終週（2022年3月21日）に披露へ漕ぎ着けた。もっとも、朝日放送ラジオでは「『虹へ』は道上が歌うことによって完成する」というスタンスを崩しておらず、道上が歌える状況にまで体調が回復すれば『虹へ』の「完成版」を制作する方針を立てている（当該項で詳述）。
結局、道上本人が最終回までに復帰することは叶わず、最終回は小縣といがらしのコンビで生放送を進行。小縣は、「毛筆でしたためた」という道上への「送辞」をエンディングパートで朗読した後に、道上へのエールを交えた歌詞に変更した『六甲おろし』を独唱することによって45年間の放送を締めくくった。また、日刊スポーツ新聞西日本では、「感謝状　道上洋三殿」と銘打った全面特集を最終回当日の大阪本社発行版（25面）に掲載。『おはパソ』へ定期的に出演していた寺尾博和編集委員が番組の歴史を物語るエピソードを資料写真と合わせて紹介したほか、最後のプロデューサーであった小川鉄平をはじめ、当番組や道上と縁の深い人物から多数のコメントが寄せられた。

## 人物・エピソード
長年兵庫県伊丹市に在住。『おはパソ』の出演で朝日放送に出社する前には、自宅近くの昆陽池公園を散歩することが、長年の習慣になっていた。同番組のオープニングなどで散歩の模様をよく話していたこともあって、2008年には、伊丹市役所から伊丹市をPRする「伊丹大使」の委嘱を受けている。
道上が出演するラジオ番組を少年時代から愛聴している山田雅人は、自身がレギュラーで出演している『ドッキリ!ハッキリ!三代澤康司です』（朝日放送ラジオ）の2020年12月8日（火曜日）放送分へ道上をゲストに迎えたことをきっかけに、道上の半生をライフワークの「ひとり語り芸」で表現することを決意。関係者への独自取材などを通じてつかんだエピソードを、3部構成の「道上洋三物語」に仕立てた。同月16日（水曜日）の『おはようパーソナリティ道上洋三です』へゲストで出演した際には、その一節を2部構成で披露している。

### 阪神タイガースファン
阪神タイガースの熱烈なファンとして有名。小学6年時の1953年春に広島カープとのオープン戦を観戦すべく実母の同僚に連れられて広島県営球場へ出向いたところ、阪神の4番打者（いずれも当時）・藤村富美男が試合前に他の観客とのやり取りで「今日は本塁打を2本打つ」と予告した光景に遭遇したことが応援のきっかけになった。この試合を観戦してからは、小学校のクラスメイトが数人しかいなかったもかかわらず、藤村の出席番号「10」を希望。藤村にファンレターを出しても返事がなかったため、「藤村の写真を売って欲しい」という旨の手紙をベースボール・マガジン社へ送ったところ、同社の記者からの厚意で個人的に保有していた藤村のサイン入り写真が届けられた。ちなみに、上記のオープン戦については、かつて「藤村が予告どおり自分の目の前で2本の本塁打を放った」と語っていた。しかし、この試合を報じた当時の新聞記事を後に調べたところ、藤村が本塁打を放った形跡が見当たらなかったという。
藤村が1958年限りで引退してからは、翌1959年に入団した村山実を応援。「亡き父の面影を村山に重ねていた」とのことで、中学生時代にファンレターを送ったところ、本人直筆の年賀状が実家に郵送された。陸上競技に没頭していた高校・大学生時代には阪神ファンとしての関心がやや薄れていたものの、日本大学への在学中に競技生活を故障で断念してから、ファンとしての情熱が甦ったという。
本拠地の阪神甲子園球場内にある甲子園歴史館では、2010年3月の開館当初から、「ファン代表」の立場で顧問を務めている。2003年に朝日放送（旧法人）のアナウンサー・解説者・番組出演者や著名人が「チーム 虎バン主義。」という応援団を結成した際にも、顧問として名を連ねていた。

### 家族・交友関係
実母は、大阪に本社を置く商社の支社長付秘書兼看護師として、1939年（昭和14年）からオーストラリアで生活。当時のオーストラリアがいわゆる「連合国」の一員として日本と対立していたことから、「太平洋戦争開戦のきっかけになった」とされる真珠湾攻撃（1941年12月8日）の直前に日本へ帰国すると、オーストラリアで生活する前まで交際していた男性（薬局経営者の息子）との間に道上を授かった。この男性と再び別れてからは、山口県平生町の阿多田半島にあった特別少年院（第二次世界大戦中に「大日本帝国海軍潜水学校柳井分校」として使われていた施設）で看護師として勤務。勤務期間中に5歳の道上を祖父母から引き取ると、道上が18歳で日本大学へ進学するまで、平生町内で同居を続けた。
- 道上によれば、実母は夜遅くまで特別少年院で働いていたため、自身がひとりきりで帰宅を待つ日々が続いたという[30]。当時の生活については、「自分で夕飯を用意してから、近所の友達を『うちでメシ食わへんか』と誘ったこともあった」「（平生町の自宅の近くからも臨めた）瀬戸内海の夕焼けは穏やかで美しいが、自分には幼い頃の寂しい思い出が強すぎて今もダメ（見ていられない）」とも語っている。
- 道上が熊毛南高校への進学後に一時所属していた硬式野球部を短期間で退部したのは、上記の事情から、放課後から夜遅くにまで及ぶ練習への参加を実母が許さなかったことにもよる。実母は（硬式野球部より練習時間の短い）陸上競技部への転部を認めたものの、道上がハードル走での活躍をきっかけに東京都内の日本大学へ進学してからも、平生町内に一人で暮らしていた。道上はこのような実母の境遇にも寂しさを感じていたこと[30]から、実母が1969年に特別少年院を定年（60歳）で退職したことを機に、当時単身で住んでいた大阪府内の団地で実母との同居を再開。『おはパソ』放送開始10周年（1987年）の節目で番組側から1ヶ月間の休暇を認められた際には、実母にとって48年振りのオーストラリア訪問を自身の計らいで実現させた[32]。
- 実母は2001年6月27日に92歳で永眠。晩年に使用していた文机から、道上が2013年に「（昭和）十七年　九月洋三誕生」に書かれた紙を見付けたことがきっかけで、戸籍上における自身の誕生日（1943年3月10日）と実際の誕生日（1942年9月）が違っていることが判明した。道上によれば、自身に「2つの誕生日」が存在することを示す証拠はこの紙だけで、実母が実際と異なる年月日を記した出生届を提出するに至った事情や理由は定かでないという[32]。

朝日放送への入社2年目（23歳）で高校時代の同級生と結婚した が、25歳の時に離婚。29歳の時に、『ABCヤングリクエスト』のアシスタントだった3歳年下の熊谷暸子と再婚した。かつて劇団スーパー・エキセントリック・シアターで活動していた俳優の道上拓冬は、再婚後に授かった一人息子（長男）で、3歳の頃から子役俳優として活動していた。ちなみに、道上が実母を平生町から大阪へ呼び寄せたのは最初の離婚後（27歳）で、熊谷と再婚してからも実母が永眠するまで同居を継続。1974年度には、自身が朝日放送からTBSへの出向に伴って東京へ単身で赴任していたのに対して、実母は熊谷と生活を共にしていた。
道上自身は、プライベートで熊谷のことを（旧姓の）「クマ」と呼ぶ一方で、『おはパソ』で家族の話題を出す際に「家人（かじん）」と称している。熊谷もフリーアナウンサーとして長らく活動し、現役ナレータでもあることから、自宅のあらゆる部屋に置いたラジオで『おはパソ』を聴いた熊谷から、アドバイスや厳しい指摘を受けることもある。曰く、「（私の）悪口を言うからそれを確認し、『あれはひどいじゃないか』と返したり、（特に）野球の話が長すぎるときに指摘するため」らしい。理由は不明だが、熊谷からも、本人の署名・捺印済みの離婚届を4回にわたって突き付けられたという。2021年9月に自宅で脳梗塞を発症した際には、体調の異変に気付いた熊谷が救急車を自宅に呼んだことで一命を取り留めた。その日、寝息がおかしかったらしく、熊谷が「どうかした」と聴くと「起き上がれない」といったので、すぐに救急車を呼んだという。
俳優の原田大二郎は平生町立佐賀中学校在学中の2年後輩で、道上の3年時に軟式テニス部の新入部員だった縁で交流。道上が朝日放送のアナウンサーになってからも、折に触れて『おはパソ』のゲストに迎えるなど、担当番組で何度も共演している。また、シンガーソングライターの高石ともやとも、長年にわたって交流を続けている。
- 2016年7月7日に逝去した永六輔との親交も深く、永が生前サプライズゲストとして『おはパソ』に出演したり、永が長らくパーソナリティを務めていたTBSラジオの『土曜ワイドラジオTOKYO 永六輔その新世界』に道上を招いたりすることが何度もあった。前述のようにTBSへ出向した時期や、『おはパソ』の公開生放送を東京で行ったことや、同局制作・全国ネットのテレビ番組へレギュラーで出演した時期もあったため、関東地区でも一定の知名度がある。TBSラジオでは、他にも、2014年10月26日に放送された『爆笑問題の日曜サンデー』の「ローカルスター乗り継ぎバスの旅♪」に電話で出演。同月から2019年9月までは、『道上洋三の健康道場』を、ABCから1日遅れで放送していた。TBSラジオ以外では、2005年に、KBCラジオ「中村もときの通勤ラジオ(おはパソとのコラボ)プロ野球セ・パ交流戦タイガース対ホークス応援合戦が行われた」、CBCラジオ「ザ・ドリームマッチ(CBCラジオパーソナリティの多田しげおとの対談)」などがある。
- 高石は、レギュラーゲストのような扱いで『おはパソ』に出演。数多くのマラソン大会に参加してきた経験から、道上にホノルルマラソンへの挑戦を勧めた（前述）。2007年に同番組で放送30周年記念のCDを制作した際には、自作の曲「もう一歩」を提供したほか、30周年記念公開生放送（同年3月21日）「1万人の六甲おろし」にもゲストで参加している。
- 道上が夏期休暇に入っていた2012年8月の第3週には、原田が5日間にわたって『おはパソ』のパーソナリティを代演した。原田がラジオのパーソナリティを務めたのは、この時が初めてである。

### その他
- 山口県平生町内で実母と生活していた時期には、日曜日を迎えるたびに、実母と揃って近隣の柳井市まで赴いていた。実母が道上との同居への不安などから市内のカトリック教会の日曜礼拝に参加していたことによるもので、礼拝からの帰途に空腹へ見舞われた時には、柳井駅近くの「遊食屋むさしの」（現在も営業中の食堂）で肉うどんを母子揃って食べていたという[30]。『おはパソ』が放送35周年を迎えた2012年には、その味をキンレイの製麺・製造技術によって再現した「道上洋三　こだわりの肉うどん」を、サークルKサンクスが地域・期間限定商品として12月に発売した。ただし、地元の山口県に同社の店舗はなく、販売エリアから外れていた。
- 実母と生活していた時期から同級生たちと野球に興じていたが、物資不足の世情に前述した家庭の事情が相まって、練習や試合で守備に就く時には（革製のグラブに比べて安価で入手しやすかった）布製のグラブを使っていたという。このような経験から、『おはパソ』が放送45周年を迎えた2021年に、吉川清商店（奈良県三宅町のオーダーメイドグラブ製造会社）からの協力で革製の児童向けグラブを作る企画を実施。自身といがらしあみ（最終アシスタントで学生野球に造詣の深いフリーアナウンサー）がデザインを手掛けた「世界に一つだけのグラブ」を、希望する小学生から抽選で1名ずつに贈った。当初は道上と当選者によるキャッチボールも計画されていたが、道上の脳梗塞発症を受けて中断。後に道上の『おはパソ』卒業が決まったため、道上の代わりにいがらしが当選者とのキャッチボールに臨んだうえで、その模様を放送終了の前週（2022年3月14日）に放送した。
- 熊毛南高校時代に、友人の男子生徒と交際していた女性をめぐる他校生との乱闘へ加わった末に、停学処分を受けたことがある。その一方で、祝島出身の男子生徒を卒業するまで実家に住まわせていた[8] ほか、女子生徒による校内の人気投票で1位を獲得した。道上と一緒に停学処分を受けた後に、「勉強が苦手」という理由で道上の実家へ1週間居候していた当時の同級生は、今井の取材に対して「道上は情に厚くて友だち思い」と証言している[33]。
- 『おはパソ』を現在の朝日放送本社社屋（ほたるまち）から放送するようになった2008年6月以降は、本番前に自宅から自家用車で地下1階の駐車場へ移動した後に、ラジオスタジオのある13階まで続く階段を徒歩で移動。後に体調を崩すまでは、『おはパソ』でも折に触れてそのことを話していた[35]。

## 過去の担当番組

### ラジオ
- レッツゴーエレキ（朝日放送への入社後最初にレギュラーでパーソナリティを務めた番組）
- ABCヤングリクエスト（初代パーソナリティ、1966年4月 - 1974年3月）
- 野球中継
  - 全国高校野球選手権大会中継（スポーツアナウンサーとして入社3年目の1967年から一時実況を担当）
  - プロ野球中継（前述）
- 空からこんにちは
- ABCジャンボ・ジャンボ（1970年度、毎週土曜日14:00 - 17:00）
- ABCディスカバー・サタデー〜フレンドリー大丸〜（1972年度、毎週土曜日14:00 - 17:00）
- 東芝ワイドワイドサンデー〜あなたとつくる365分〜
- あすは日曜 道上です!（TBSからの復帰後初のレギュラー番組、毎週土曜日7:15 - 11:00）
- 歌謡曲ぶっつけ本番（木曜日パーソナリティ）
- ポップ対歌謡曲金曜日（番組後期に歌謡曲チームでレギュラー出演）
- おはようパーソナリティ道上洋三です（1977年3月 - 2022年3月25日）
- 英二と洋三のごきげんさんデー
- 道上洋三の健康道場（2014年10月 - 2023年4月、放送上は2021年10月から休演）

「健康道場の師範」という肩書でパーソナリティを担当。2019年9月まではJRN10局ネットで放送されている。道上の冠番組がABC以外の放送局でもレギュラーで放送されることは、テレビ番組を含めても初めてだったが、同年10月以降は関西ローカルで放送を継続。道上が脳梗塞の発症に伴う療養生活に入った2021年9月下旬以降も、同年4月から「筆頭門下生」（アシスタント）に加わったばかりの武田和歌子（朝日放送テレビアナウンサー）の単独進行によって、タイトルを変えずに放送していた。
朝日放送ラジオでは、2022年4月2日放送分から伊藤史隆をメインパーソナリティに立てる一方で、武田もアシスタントとして出演を継続。道上の体調が回復した場合には道上をこの番組からパーソナリティへ復帰させることを想定しているため、伊藤の起用はあくまでも「（道上の）代演」という扱いで、同日以降も番組のタイトルに道上の氏名を残していた。
道上の復帰が叶わないまま、2023年4月の番組リニューアルに伴って、「道上洋三」名義の番組としては同月1日放送分で終了。リニューアル後の番組タイトルは『Sunstar presents　浦川泰幸の健康道場プラス』で、朝日放送テレビの正社員定年（60歳）に伴って同日付で嘱託扱いの「シニアアナウンサー」へ移行する伊藤に代わって、『おはようパーソナリティ』で道上の代演を経験していた浦川泰幸（正社員の後輩アナウンサー）をパーソナリティに立てている。ただし、朝日放送ラジオでは「（『道上洋三』の名を番組のタイトルから外しても）道上の復帰を待つ姿勢は変わらない」と説明している。
- ラジオドラマ 昔むかしのあるところ（2007年4月 - ）
- Club JONR（ナビゲーター、2009年10月 - 2011年9月）

放送週によってはパーソナリティーも担当
- パーソナリティ秋の交流戦セカンドステージ　角からすみまで道上洋三です（2011年11月8日、前述）

角淳一に加えて、放送時点での『おはパソ』アシスタント・久野愛とも共演。
- よなよな…（『関西ウォーカー』スタッフライターの鈴木淳史がパーソナリティを務める日にゲスト出演）

『おはパソ』放送開始40周年を記念したコラム「おはパソWalker」を2017年4月から『関西ウォーカー』に連載している縁で、当時鈴木がパーソナリティを務めていた6月6日（火曜日）放送分で冒頭の1時間（22時台）にゲスト出演。
鈴木の出演曜日が木曜日に変更された2020年12月17日放送分にも、「ABCラジオ　リスナー大感謝祭」の一環で登場。当日の『おはようパーソナリティ道上洋三です』では、鈴木を8時台のゲストに迎えていた。
- 伊藤史隆のラジオノオト

パーソナリティである伊藤史隆（朝日放送→朝日放送テレビアナウンサー）の新人研修（1985年）を道上が担当した縁で、「おはようパーソナリティ道上洋三です　40周年記念ベストアルバム　～きょうは記念日～」の発売を機に、アーティストゲスト扱いで2017年12月8日放送分の「ようこそ、ラジオノオトへ。」（19時台）に出演。2020年の初回放送（1月2日の事前収録版）にも、インタビューゲストとして登場した。
- ドッキリ!ハッキリ!三代澤康司です（2020年12月8日）

「ABCラジオ　リスナー大感謝祭」の一環で、10時台後半の「今週のスペッシャル!」へゲスト出演。パートナーとして同席していた山田雅人から、「道上洋三物語」の制作を提案された。
- 桑原征平粋も甘いも 水曜日（2020年12月9日）

水・木曜日とも本番前（『おはようパーソナリティ』の本番後）に桑原征平（関西テレビ出身のフリーアナウンサー）との雑談に興じている縁で、「ABCラジオ　リスナー大感謝祭」の一環として「征平の1時の一字」（13時台前半）にゲスト出演。逆に、翌週木曜日（12月17日）の同番組では、桑原をゲストに迎えていた。

### テレビ
- ヤング720（朝日放送が制作していた土曜分の司会を同局の本社スタジオで担当）
- モーニングジャンボ奥さま8時半です（TBSへ出向していた1974年度に出演）

以上の番組は、朝日放送がTBS系列の準基幹局だった時期に全国ネットで生放送。
- それゆけ!タイガース（深夜に放送された阪神戦のビデオナイター）
- 晴れ時々たかじん（月曜日にレギュラー出演）
- ス・テ・キの扉（2007年10月 - 2008年9月）
- 初恋net.com〜忘れられない恋のうた〜（ABCテレビ制作の土曜ナイトドラマ）

「episode.3 陽に向かう 後編」（2007年12月22日放送）に時計店の店主役でテレビドラマ初出演
- 週末の探検家〜夢羅針盤〜（2代目ナレーション、土曜9：55 - 10：25）
- 歴史街道～ロマンへの扉（一部のテレビ朝日系列局とスカイ・Aでも放送）

ミニ番組としてレギュラーで放送された時期にナレーション、年2回放送の30分番組へ移行してからは、「ABCパーソナリティ」という肩書でナビゲーターを担当。
- ビーバップ!ハイヒール（前述、2011年10月6日放送）
- キャスト（金曜日16時台「道上さんの中継」リポーター、2019年4月5日 - 2020年3月27日）

阪神・淡路大震災の発災から25年目に当たる2020年1月17日（金曜日）には、上記コーナーを休止する代わりに17・18時台の関西ローカルパートを『キャスト特別企画　久米宏が語る震災25年』として編成していた関係で、18時台にのみ特別出演。TBSへ出向した時期に同局のアナウンサーだった久米宏とのスタジオ討論へ参加したほか、発災直後の『おはパソ』での同録音源の一部（オープニングトークなど）が放送された。

## 映画
- ミスター・ルーキー（2002年公開）

観客として登場し、八木裕に「八木男になれ〜」とコール。

## CM
- ABCハウジング（2013年10月 - 2015年頃、テレビ・ラジオ双方で放送）

起用当初は、自身の病気療養中に『おはようパーソナリティ道上洋三です』のパーソナリティ代理を務めた三代澤康司と共演していた。

## 著書
- 『おはようパーソナリティ　道上洋三のないしょ話』（2011年4月20日初版刊行、朝日新聞出版、ISBN 978-4-02-250856-0）

自身初の著書にして、同番組の放送開始34年目で初めて出された番組本。リスナーからの手紙やゲストの話などから選んだ珠玉のエピソードを収めている。
- 『ふたつめの誕生日 〜おはようパーソナリティ道上洋三の「なんで?」〜』（2014年7月10日初版刊行、ワニブックス、ISBN 978-4-8470-9256-5）

放送で語られなかった番組制作のエピソードや、71歳の人生を振り返るエッセイなどで構成。自身の出生や家族にまつわる実話を、初めて公表している。関西地区では、2014年7月5日から先行発売を実施したところ、大型書店の売上ランキングで軒並み上位を記録した。
- 『おはようパーソナリティ道上洋三の山あり谷ありダイアリー』（2016年7月22日初版刊行、エー・ビー・シーメディアコム、ISBN 978-4-9088-6500-8）

『おはパソ』に関する自身の日記に基づく本で、Amazon・丸善・ジュンク堂書店・文教堂でのみ販売。
- 『拝啓、おふくろ』（2022年2月24日初版刊行、光文社、ISBN 978-4-334-95291-4）

光文社の編集者・千美朝から8年越しのオファーを受けた末に、「未来のヒントは過去（昭和時代）にある」というテーマで、2021年6月から聞き書き方式で原稿が作られていた。当初は「『おはようパーソナリティ道上洋三です』放送45周年の記念本」として刊行することを予定していたが、道上が作成を済ませていた原稿の最終チェック中に脳梗塞を発症。推敲中の原稿を看病の合間に自宅で発見した妻（熊谷瞭子）が、右半身麻痺の影響で口述がままならない道上の代わりに加筆することによって刊行に漕ぎ着けた。このような経緯から、上記の原稿を基に構成された本文の前後には、妻が結婚後の本名（道上瞭子）、長男が本名（道上拓人）で追記した一文が添えられている。
『おはようパーソナリティ道上洋三です』の終了からおよそ1年後の2023年3月11日（土曜日）には、この書籍をベースに、『 - 小縣裕介です』『 - 古川昌希です』の番組チームが「『拝啓、おふくろ』朗読会」をあましんアルカイックホール・オクトで開催。「脳梗塞からの復帰に向けた療養とリハビリに専念している道上とつながる場を作りたい」との趣旨による昼夜2部構成の有料イベントで、道上家から長男の拓人が「道上拓斗」名義で出演したほか、昼夜とも公演動画の有料ライブ／アーカイブ配信が実施された。

## ディスコグラフィー
シングル
- さそわれて大阪／届かぬララバイ（1984年3月10日、テイチクレコード、RE-581）
A面曲は唐川満知子とデュエット。全日本有線放送大賞新人賞受賞、4万枚[40]。道上によれば、『おはパソ』のリスナーを阪神甲子園球場のタイガース戦へ招待することを前提に、この曲の印税を同球場の年間指定席7席分の購入に充てたという。
- 阪神タイガースかぞえ唄／六甲おろし（阪神タイガースの歌）（1985年9月7日、CBSソニー、07SH1685／10KH1740）
1985年度のCBSソニー・ゴールデンシングル大賞を受賞[41]。この曲のヒットで道上は同年度のCBSソニー・最優秀新人賞も受賞した[41]。17万枚[42]。
1985年10月28日付のオリコンカセットチャートで2位。オリコンでは1986年4月7日付からシングルレコード盤にシングルカセットを加算するようになったが、仮にこの時期から両者を加算していたら、計算上シングルチャートのベスト5にランクインしていた[43]。
- トラトラ阪神応援歌／トラトラ阪神応援歌（アドリブ編）（1986年、CBSソニー、07SH1752）
- 阪神タイガースかぞえ唄〜平成ヴァージョン／燃えてゆけ!タイガース（1992年8月8日、ソニー・ミュージックエンタテインメント、SRSL-3362／SRDL-3527）
- ここへおいでよ／おめでとうのうた（1994年5月31日[注釈 14]、日本クラウン、CRDP-99）[44]
「道上洋三&まつぼっくりならまち少年少女合唱団[注釈 15]」名義。
「ここへおいでよ」は2014年現在も、奈良町（奈良県大和郡山市）の商店街で毎日、朝10時に流れる[46]。
- 英美ちゃんのレッツ・ゴー!九九（1999年7月14日、ワーナーミュージックジャパン、WPD7-10013）
秋吉英美とデュエット。18万枚[47]
- 六甲おろし（オーケストラバージョン）（2000年3月18日、日本コロムビア、CODA-1844）
- もう一歩（歌：高石ともや）／明日へ（2002年3月、ABCラジオ、ABCR-4343）[48]
- 優勝バンザイ!!六甲おろし〜実録9.15ドキュメント付（2003年、ABCラジオ、ABC-030915。非売品）[49]
- 2005年セントラルリーグ優勝記念 阪神タイガースかぞえ唄／六甲おろし（2005年、ABCラジオ、ABC-50929。非売品）[49]
秋吉英美とデュエット。中邨雄二の実況付き。「阪神タイガースかぞえ唄」は1985年発売の同名曲を元に、歌詞の登場選手などを2005年当時のものに変更した。
- 朝ごはんのうた（2011年、非売品）[49]
- あなたへの朝（2011年、非売品）[49]
- あなたへの九九（2016年3月13日、エー・ビー・シーメディアコム、AMCD-9981）[50]

アルバム
- おはようパーソナリティ道上洋三です20周年記念アルバム（1997年）[49]
- 新しい朝〜おはようパーソナリティ道上洋三です30周年記念アルバム（2007年9月26日、アップフロントワークス、PKCP-2029）
オリコンアルバムチャートで全国5位（デイリー）、週間チャート11位、3万枚を超える売上[51]
- おはようパーソナリティ道上洋三です35周年記念〜あなたへの朝〜（2012年7月4日、日本クラウン、CRCN-20373）